# Llucià Vallés i Calvo
Llucià Vallés Calvo (Osca, 1960) és professor i escriptor. Va nàixer a Osca l’any 1960 i exerceix com a professor a València des del 1983. Actualment treballa a l’IES Berenguer Dalmau de Catarroja.
Va debutar en el món de la literatura l’any 2001 amb la novel·la juvenil Aventura al poble fantasma. L’any següent va guanyar el Premi de Narrativa Infantil Vicent Silvestre amb L’illa de les foques. Des d’aleshores, ha publicat els llibres Roser i el mar, Lluna i la pluja, La mirada del gamarús (Premi Samaruc) i Mmmm, quina melmelada!
El seu entusiasme per la història i la seua passió per la docència han deixat una empremta inesborrable en l'alumnat.

## Obres
- Aventura al poble fantasma (2000)
- L'illa de les foques (2002)
- Roser i el mar (2003)
- La lluna i la pluja (2005)
- La mirada del gamarús (2006)
- Mmmm, quina melmelada (2007)
- La memòria del silenci (2009)

## Premis
- 2002 Premi de Narrativa Infantil Vicent Silvestre amb L'illa de les foques.
- 2007 tercer premi del concurs Carta abierta a un maltratador amb el relat Aurora.
- 2007 Premi Samaruc a la millor obra juvenil valenciana amb La mirada del gamarús.
- 2010 Premi de Narrativa Juvenil Ciutat de Torrent.
- 2021 Premis Cristòfor Aguado - Premi Comunitat Educativa.